# Кубок прогресса (футбольный приз)
Приз «Кубок прогресса» был учреждён редакцией киевской «Рабочей газеты» в 1971 году. Он вручался футбольной команде, добившейся наиболее высокого результата по сравнению с предыдущим чемпионатом СССР.

## Обладатели приза
| Сезон    | Обладатель                  |
| -------- | --------------------------- |
| 1971     | «Динамо» (Киев)             |
| 1972     | «Заря» (Ворошиловград)      |
| 1973     | «Динамо» (Москва)           |
| 1974     | «Черноморец» (Одесса)       |
| 1975     | «Шахтёр» (Донецк)           |
| 1976 (в) | «Крылья Советов» (Куйбышев) |
| 1976 (о) | «Торпедо» (Москва)          |
| 1977     | «Шахтёр» (Донецк)           |
| 1978     | «Спартак» (Москва)          |
| 1979     | «Динамо» (Минск)            |
| 1980     | «Зенит» (Ленинград)         |
| 1981     | «Динамо» (Москва)           |
| 1982     | «Динамо» (Минск)            |
| 1983     | «Днепр» (Днепропетровск)    |
| 1984     | «Динамо» (Тбилиси)          |
| 1985     | «Динамо» (Киев)             |
| 1986     | «Динамо» (Москва)           |
| 1987     | «Днепр» (Днепропетровск)    |
| 1988     | «Динамо» (Киев)             |
| 1989     | «Черноморец» (Одесса)       |
| 1990     | ЦСКА (Москва)               |
| 1991     | «Черноморец» (Одесса)       |